# Манастир Липовац
Манастир Липовац на сръбски: Манастир Липовац) е православен манастир в село Липовац край Алексинац, Сърбия.
Архимандрит Дионисий Пантелич е игумен на Манастир Липовац в периода 1974 – 2005 година.

Основан е в началото на 14 век от великия жупан Вук Лазаревич и е седалище на първия сръбски архиепископ Сава и неговите наследници до средата на века. През Средновековието е традиционно място за коронация на сръбските владетели.